# Armene hissarica oculiparva
Armene hissarica oculiparva es una subespecie de mantis de la familia Mantidae.

## Distribución geográfica
Se encuentra en Tayikistán.